# Sarydżaz (góry)
Sarydżaz (kirg.: Сарыжаз кырка тоосу, Sarydżaz kyrka toosu; ros.: хребет Сары-Джаз, chriebiet Sary-Dżaz) – pasmo górskie w Tienszanie, we wschodnim Kirgistanie, rozciągające się na długości ok. 110 km między rzeką Sarydżaz a jej lewym dopływem, rzeką Inylczek. Najwyższy szczyt osiąga wysokość 6261 m n.p.m. Pasmo zbudowane z łupków metamorficznych, wapieni i granitów. Występują lodowce górskie, m.in. Lodowiec Siemionowa, Lodowiec Muszkietowa i Inylczek Północny.